# Anaea caucana
Anaea caucana är en fjärilsart som beskrevs av James John Joicey och Talbot 1922. Anaea caucana ingår i släktet Anaea och familjen praktfjärilar. Inga underarter finns listade i Catalogue of Life.